# Black Myth: Wukong
Black Myth: Wukong — рольова відеогра, пригодницький бойовик, розроблений китайською компанією Game Science та виданий нею ж для PlayStation 5 і Windows 20 серпня 2024 року. Очікується вихід на Xbox Series X/S.
Гра створена за мотивами класичного китайського роману «Подорож на Захід» і розповідає про пошуки реліквій царя мавп Сунь Укуна після подій роману.

## Ігровий процес
У Black Myth: Wukong належить грати за людиноподібну мавпу, «Призначеного долею», що подорожує світом у пошуках шістьох реліквій, необхідних для визволення Сунь Укуна. Для цього потрібно перемагати численних ворогів і вдосконалювати свою зброю та спорядження. Головна зброя Призначеного — це посох, яким можна виконувати різні види ударів. Витрачаючи запас «зосередження», Призначений завдає посилених атак і виконує акробатичні трюки. Він також здатен ухилятися від ворожих ударів і відбивати їх. Деякі вороги мають броню, яку спершу потрібно нейтралізувати, розбивши її, або знерухомивши ворога.
Призначений може відпочивати в храмах, щоб поповнити запас здоров'я після поранень. Але в такому разі всі звичайні вороги навколо відродяться (за винятком босів і сюжетно важливих персонажів). Коли герой відвідує храми, він також може перерозподілити очки навичок. Це дозволяє експериментувати з різними стилями гри. Перемігши ворогів у місцевостях біля храму, Призначений отримує доступ до нових товарів у храмовій крамниці. На близькість храму завжди вказує золотавий слід у повітрі. В разі загибелі Призначений опиняються в найближчому храмі без жодних штрафів. У кожній локації додатково є декілька точок медитації, зупинившись у яких, герой отримає очки для вдосконалення вже вивчених навичок.
Збираючи трави та інші корисні речі, герой створює ліки та зілля для тимчасового збільшення своїх характеристик. Після перемоги над босами Призначений може використати їхній дух, щоб надати своїй флязі додаткових магічних властивостей. Наприклад, за низького рівня здоров'я посилюватиметься захист від ворожих атак. Деякі корисні предмети сховані в скринях, розміщених у потаємних місцях. Призначений вміє майструвати зброю та броню зі знайдених складників. Гра заохочує повертатися до вже відвіданих локацій, щоб потрапити в раніше недоступні місця.

## Сюжет
Після успішного супроводу монаха Сюаньдзана для доставки буддійських писань з Індії до Китаю, Сунь Укун отримав статус будди. Він відмовляється від здобутого раніше безсмертя, щоб спокійно жити на своїй горі з іншими мавпами. Однак Небесний Двір розгніваний тим, що Сунь Укун раніше вчинив безліч витівок проти нього і покинув роботу. За Сунь Укунем посилають армію на чолі з Ерлан-шенем щоб змусити його повернутися до Двору. Сунь Укун бореться з Ерланом, але врешті зазнає поразки і його ув'язнюють у камені. Однак перед цим Сунь Укун встигає сховати свою силу в шести реліквіях по всьому світу. Протягом наступних кількох століть мавпи надсилають молодих воїнів, щоб зібрати реліквії та звільнити Сунь Укуна.
Одна така мавпа, яку називають Призначений, вирушає на пошуки реліквій. Спочатку вона прямує до згорілих руїн храму Ґуаньїнь і знаходить першу реліквію, «очі» Сунь Укуна, перемігши Чорного Ведмедя Гуая. Той вибачається та каже, що Небесний Суд змусив його протистояти Призначеному. Потім герой прямує до Жовтого Вітряного Хребта, де перемагає Жовтого Вітряного Мудреця та повертає відрубану голову бодгісатві Лінджі. У подяку Лінджі передає другу реліквію, яку він зберігав. Призначений досягає гір, де звільняє людину-свиню Джу Бадзє з ув’язнення, і вони обидва перемагають Жовтобрового. Потім Майтрея дякує їм за перемогу над Жовтобровим, який викрав його коштовності, та передає третю реліквію.
Призначений і Бацзє вирушають до лігва демонів-павуків, щоб знайти четверту реліквію, але Бацзє захоплює Фіолетова Павучиха, що планує одружитися з ним, а потім з’їсти задля помсти за колишню зустріч. Призначений рятує Бацзє та бореться як з Фіолетовою Павчихою і Стооким Майстром Дао в результаті чого обидва вороги гинуть. Герої отримують четверту реліквію та входять до Лісу Вугілля, де вони знаходять демона Червоного Хлопчика, який намагається вкрасти п’яту реліквію у царя демонів-биків. Призначений перемагає Червоного Хлопчика, який покінчує життя самогубством, щоб уникнути приниження від поразки. Маючи тепер п’ять реліквій, Призначений і Бацзє повертаються на гору мавп, щоб знайти шосту й останню реліквію.
Дорогою до гори вони виявляють, що стара зброя та обладунки Сунь Укуна заховані в околицях, і вирішують повернути їх до того, як це встигне Суд. Потім вони досягають вершини гори, де Призначений дізнається, що він і є шостою реліквією, розумом Сунь Укуна, і його справжня роль полягає в тому, щоб успадкувати ім’я та повноваження Сунь Укуна та стати його новим втіленням. Щоб завершити перетворення, Призначений повинен виграти бій проти скам'янілого Сунь Укуна, який забирає п'ять реліквій. Після перемоги можливі два фінали.
У звичайному фіналі Призначений зливається зі скам'янілим тілом Сунь Укуна, і лишається чекати нового Призначеного, що почне історію Сунь Укуна заново.
Якщо Призначений переміг Ерлан-шеня в необов’язковому бою перед фінальною битвою, він успішно успадковує спогади Сунь Укуна та перероджується. Для цього потрібно відшукати в третій главі гри Велику пагоду та зібрати луски луна. Наприкінці демонструється життя Сунь Укуна в зворотному порядку: від поразки на початку гри до моменту, коли він покинув бенкет на небесах. Новий Сунь Укун вирушає в наступну пригоду.

## Сприйняття
| Агрегатор  | Оцінка     |
| ---------- | ---------- |
| Metacritic | PC：81/100 |

| Видання        | Оцінка |
| -------------- | ------ |
| GameSpot       | 8/10   |
| GamesRadar+    | [ 6 ]  |
| Hardcore Gamer | 4.5/5  |
| IGN            | 8/10   |
| PC Gamer (США) | 87/100 |
| PCGamesN       | 8/10   |

Black Myth: Wukong отримала «загалом схвальні» відгуки від критиків, згідно з агрегатором рецензій Metacritic. Середня оцінка склала 81 бал зі 100.
У день випуску в Black Myth: Wukong одночасно зіграли 2,2 млн користувачів Steam, що поставило її на друге місце за цим показником після PUBG, перевершивши інші популярні ігри, такі як Elden Ring і Cyberpunk 2077. Серед сюжетних однокористувацьких ігор Black Myth: Wukong посіла перше місце в Steam. До 23 серпня 2024 року продажі перетнули кількість у 10 млн примірників.
Річард Вейкілінг на GameSpot зробив висновок, що в грі чудове довкілля та битви з босами, але дизайн рівнів надто простий і обмаль рядових ворогів. Хоча Black Myth: Wukong дуже нагадує Souls, в ній є численні здібності головного героя, такі, як перетворення на переможених раніше ворогів і знерухомлення, що збагачує бойову систему. Критик також зауважив, що для розуміння сюжету бажане знайомство з «Подорожжю на Захід», китайською міфологією та фольклором.
Мітчелл Сальцман на IGN підсумував, що як для дебютного проєкту GameScience, Black Myth: Wukong є видатною грою. Різноманітний світ і цікаві бої роблять її захопливою, хоча знання подій «Подорожі на Захід» усе ж дуже бажане. Гра в той же час має серйозні технічні помилки, як зникнення звуку, поганий ліпсинк і неповну локалізацію.
Патрісія Ернандес в Guardian вказала, що Black Myth: Wukong винагороджує цікавість у дослідженні містичного світу, спонукає шукати різні предмети та випробовувати різноманітні здібності Призначеного. Але найбільше вона розкривається у битвах з босами, тоді як звичайні битви доволі повторювані. Успіх гри напевно здивував самих її творців, але Black Myth: Wukong заслужено зветься хорошою грою, чиї недоліки лежать у площині дизайну рівнів і швидкодії.